# رولینگ فورک (میسیسیپی)
رولینگ فورک (به انگلیسی: Rolling Fork) شهری در ایالت میسیسیپی کشور ایالات متحده آمریکا است که جمعیت آن در سرشماری سال ۲۰۱۰ میلادی، ۲٬۱۴۳
نفر بوده‌است.